# Neoarius midgleyi
Neoarius midgleyi és una espècie de peix de la família dels àrids i de l'ordre dels siluriformes.

## Morfologia
Els mascles poden assolir els 140 cm de llargària total.

## Distribució geogràfica
Es troba al nord d'Austràlia.